# 逆毛蘚
逆毛蘚（学名：Antitrichia curtipendula）为白齒蘚科逆毛蘚屬下的一个种。